# 후지사와 사쓰키
후지사와 사쓰키(일본어: 藤澤 五月, ふじさわ さつき, 1991년 5월 24일~)는 일본의 컬링 선수이다. 고국에서는 로코 솔라레 (Loco Solare) 클럽에 속해 있다. 2018년 평창 동계올림픽과 2022년 베이징 동계올림픽 여자컬링에서 일본 국가대표팀의 스킵 (주장)을 맡았다.
1991년 5월 24일 일본 홋카이도 기타미시에서 태어났다. 만 5살 때부터 컬링을 시작했으며, 기타미시립 키타중학교 시절부터 홋카이도 기타미 호쿠토 고등학교 2학년 때까지 지역팀 '스테이 골드 II'에서 활동했다. 2008년과 2009년 일본 주니어 컬링 선수권 대회에서는 '팀 기타미' (チーム北見)를 이끌며 우승을 거머쥐었다. 또 태평양 주니어 컬링 선수권 대회에서도 일본 주니어 대표로 출전해 2회 연속 우승하였고, 세계 주니어 컬링 선수권대회에도 출전하였다.
고등학교를 졸업하고 나서는 고향을 떠나 일본 나가노현의 주부 전력에 취직했다. 주부전력 사쿠시 영업소에서 직원으로 근무하면서 사내 컬링부 결성 멤버로도 활약하기 시작했다. 이후 2010년 주부 컬링 선수권 대회 우승을 시작으로 팀의 전력을 꾸준히 늘려, 2011년 일본 컬링 선수권대회에서 우승하고, 같은해 태평양 컬링 선수권 대회에 일본 국가대표로 출전했다. 다만 2014년 소치 동계올림픽을 앞두고 진행된 2013년 9월 세계 파이널 예선 일본 국가대표 선발전에서는 오가사와라 아유미가 활약하는 홋카이도 은행팀에 패배해 기회를 놓쳤다.
2015년 4월 주부전력을 퇴사하고, 모토하시 마리의 권유로 고향 기타미시를 연고로 한 '로코 솔라레'에 합류하였다. 이후에는 기타미 시에 있는 보험 대리점 '주식회사 컨설팅 재팬'에 입사해 근무하고 있다. 2016년 세계 여자 컬링 선수권 대회에서 준우승을 거뒀고, 2018년 평창 동계올림픽을 앞둔 2017년 9월 국가대표 선발전에서는 옛팀인 주부 전력을 깨고 생애 첫 올림픽 출전을 확정지었다. 2018년 2월 평창 동계올림픽에서는 예선전에서 4위에 올라 일본 컬링 사상 처음으로 준결승에 진출했으나, 한국팀에 패하여 결승에 진출하지 못하였다.
한편 후지사와는 부모, 형제, 자매를 비롯해 일가족 5명 전원이 컬링 선수이다. 부모님은 2016년 홋카이도 믹스더블 컬링 선수권 대회에서 대학생팀 등을 상대로 3위에 오른 경력이 있으며, 일본 전국 대회에도 출전할 정도의 실력을 갖추고 있다. 한때 2018년 동계 올림픽 출전자격을 얻을 가능성도 있었으나 출전기준인 전국대회 2위에는 미치지 못했다.